# París-Niça 2017
La París-Niça 2017 fou la 75a edició de la cursa ciclista per etapes París-Niça. La cursa es disputà entre el 5 i el 12 de març de 2017. Aquesta era la sisena prova de l'UCI World Tour 2017. Els corredors hauvien de superar 1.229,5 km repartits entre vuit etapes.
La carrera fou guanyada pel colombià Sergio Luis Henao de l'equip Team Sky, que s'imposà per tan sols dos segons a l'espanyol Alberto Contador (Trek-Segafredo). Completà el podi l'irlandès Daniel Martin (Quick-Step Floors). Julian Alaphilippe (Quick-Step Floors), vencedor d'una etapa, guanyà la classificació final per punts i la dels joves, mentre la classificació de la muntanyà fou pel també francès Lilian Calmejane (Direct Énergie). El Quick-Step Floors fou el millor equip.

## Equips
Vint-i-dos equips prendran part en aquesta edició de la París-Niça, els 18 equips World Tour i quatre equips continentals.
| Núm.    | Codi | Equip               |
| ------- | ---- | ------------------- |
| 1-8     | BMC  | BMC Racing Team     |
| 11-18   | TFS  | Trek-Segafredo      |
| 21-28   | KAT  | Katusha Alpecin     |
| 31-38   | TBM  | Bahrain-Merida      |
| 41-48   | ORS  | Orica-Scott         |
| 51-58   | LTS  | Lotto-Soudal        |
| 61-68   | QST  | Quick-Step Floors   |
| 71-78   | ALM  | AG2R La Mondiale    |
| 81-88   | MOV  | Movistar Team       |
| 91-98   | TLJ  | Team Lotto NL-Jumbo |
| 101-108 | SKY  | Team Sky            |

| Núm.    | Codi | Equip                              |
| ------- | ---- | ---------------------------------- |
| 111-118 | FDJ  | FDJ                                |
| 121-128 | CDT  | Cannondale-Drapac Pro Cycling Team |
| 131-138 | AST  | Astana Pro Team                    |
| 141-148 | COF  | Cofidis                            |
| 151-158 | SUN  | Team Sunweb                        |
| 161-168 | UAD  | UAE Team Emirates                  |
| 171-178 | DDD  | Team Dimension Data                |
| 181-188 | BOH  | Bora-Hansgrohe                     |
| 191-198 | DEN  | Direct Énergie                     |
| 201-208 | FVC  | Fortuneo-Vital Concept             |
| 211-218 | DMP  | Delko-Marseille Provence-KTM       |

## Etapes
| Etapa    | Data       | Ciutats d'etapa                            | type                      | Distància (km) | Vencedor de l'etapa        | Líder de la general  |
| -------- | ---------- | ------------------------------------------ | ------------------------- | -------------- | -------------------------- | -------------------- |
| 1a etapa | 5 de març  | Bois-d'Arcy – Bois-d'Arcy                  | etapa accidentada         | 148,5          | Arnaud Démare              | Arnaud Démare        |
| 2a etapa | 6 de març  | Rochefort-en-Yvelines – Amilly             | etapa plana               | 192,5          | Sonny Colbrelli            | Arnaud Démare        |
| 3a etapa | 7 de març  | Chablis – Chalon-sur-Saône                 | etapa accidentada         | 190            | Sam Bennett                | Arnaud Démare        |
| 4a etapa | 8 de març  | Beaujeu – Mount Brouilly                   | contrarellotge individual | 14,5           | Julian Alaphilippe         | Julian Alaphilippe   |
| 5a etapa | 9 de març  | Quincié-en-Beaujolais – Lo Borg dau Peatge | etapa plana               | 199,5          | André Greipel              | Julian Alaphilippe   |
| 6a etapa | 10 de març | Aubanha – Faiença                          | etapa de mitja muntanya   | 192            | Simon Yates                | Julian Alaphilippe   |
| 7a etapa | 11 de març | Niça – Coll de la Couillole                | etapa de muntanya         | 177            | Richie Porte               | Sergio Henao Montoya |
| 8a etapa | 12 de març | Niça – Niça                                | etapa de mitja muntanya   | 115,5          | David de la Cruz Melgarejo | Sergio Henao Montoya |

## Desenvolupament de la cursa

### 1a etapa
5 de març de 2017. Bois-d'Arcy - Bois-d'Arcy, 148,5 km
La París-Niça comença amb una etapa en línia pels voltants de Bois-d'Arcy. Tot i que sobre el paper l'etapa és bàsicament plana, amb sols dues petites cotes de tercera categoria, als km 19 i 99, són nombroses les petites pujades i baixades.
Etapa marcada pel fred, la pluja i el vent, en què bona part dels favorits van perdre un temps important a l'arribada. Per davant una nombrosa escapada, amb homes com Gorka Izagirre, Sergio Henao, Arnaud Demare, Julian Alaphilippe, Daniel Martin o Tony Gallopin que s'entenien a la perfecció i anaven ampliant les diferències respecte homes com Richie Porte, Romain Bardet o Alberto Contador. Els escapats arribaren a tenir més d'un minut i mig sobre els perseguidors, però una reacció en els darrers quilòmetres evità mals majors. Finalment l'etapa fou guanyada per Arnaud Demare, que s'imposà a l'esprint a Julian Alaphilippe, després que ambdós deixessin enrere als seus companys d'escapada aprofitant una de les darreres pujades. Porte i Ilnur Zakarin van perdre 57", Conador 1' 04" i Bardet acabà sent desqualificat per remolcar-se d'un cotxe després d'haver patit una caiguda.
| \| Classificació de l'etapa \| Classificació de l'etapa \| Classificació de l'etapa \| Classificació de l'etapa \| Classificació de l'etapa \| \| Corredor \| Corredor \| Equip \| Temps \| \| \| ------------------------ \| ------------------------ \| ------------------------ \| ------------------------ \| ------------------------ \| \| 1r \| Arnaud Démare \| FDJ \| 3h 22' 43" \| \| \| 2n \| Julian Alaphilippe \| Quick-Step Floors \| + 0" \| \| \| 3r \| Alexander Kristoff \| Katusha-Alpecin \| + 9" \| \| \| 4t \| Philippe Gilbert \| Quick-Step Floors \| + 9" \| \| \| 5è \| Romain Hardy \| Fortuneo-Vital Concept \| + 9" \| \| \| 6è \| Daniel Martin \| Quick-Step Floors \| + 9" \| \| \| 7è \| Tony Gallopin \| Lotto-Soudal \| + 9" \| \| \| 8è \| Marco Haller \| Katusha-Alpecin \| + 9" \| \| \| 9è \| Sergio Henao Montoya \| Team Sky \| + 9" \| \| \| 10è \| Rudy Molard \| FDJ \| + 9" \| \| |                      |                        |            |
| |                      |                        |            |
| |                      |                        |            |
| Classificació de l'etapa |                      |                        |            |
| Corredor | Corredor             | Equip                  | Temps      |
| 1r | Arnaud Démare        | FDJ                    | 3h 22' 43" |
| 2n | Julian Alaphilippe   | Quick-Step Floors      | + 0"       |
| 3r | Alexander Kristoff   | Katusha-Alpecin        | + 9"       |
| 4t | Philippe Gilbert     | Quick-Step Floors      | + 9"       |
| 5è | Romain Hardy         | Fortuneo-Vital Concept | + 9"       |
| 6è | Daniel Martin        | Quick-Step Floors      | + 9"       |
| 7è | Tony Gallopin        | Lotto-Soudal           | + 9"       |
| 8è | Marco Haller         | Katusha-Alpecin        | + 9"       |
| 9è | Sergio Henao Montoya | Team Sky               | + 9"       |
| 10è | Rudy Molard          | FDJ                    | + 9"       |

| \| Classificació general \| Classificació general \| Classificació general \| Classificació general \| Classificació general \| \| Corredor \| Corredor \| Equip \| Temps \| \| \| --------------------- \| --------------------- \| ---------------------- \| --------------------- \| --------------------- \| \| 1r \| Arnaud Démare \| FDJ \| 3h 22' 33" \| \| \| 2n \| Julian Alaphilippe \| Quick-Step Floors \| + 4" \| \| \| 3r \| Alexander Kristoff \| Katusha-Alpecin \| + 15" \| \| \| 4t \| Philippe Gilbert \| Quick-Step Floors \| + 16" \| \| \| 5è \| Tony Gallopin \| Lotto-Soudal \| + 17" \| \| \| 6è \| Romain Hardy \| Fortuneo-Vital Concept \| + 18" \| \| \| 7è \| Daniel Martin \| Quick-Step Floors \| + 19" \| \| \| 8è \| Marco Haller \| Katusha-Alpecin \| + 19" \| \| \| 9è \| Sergio Henao Montoya \| Team Sky \| + 19" \| \| \| 10è \| Rudy Molard \| FDJ \| + 19" \| \| |                      |                        |            |
| |                      |                        |            |
| |                      |                        |            |
| Classificació general |                      |                        |            |
| Corredor | Corredor             | Equip                  | Temps      |
| 1r | Arnaud Démare        | FDJ                    | 3h 22' 33" |
| 2n | Julian Alaphilippe   | Quick-Step Floors      | + 4"       |
| 3r | Alexander Kristoff   | Katusha-Alpecin        | + 15"      |
| 4t | Philippe Gilbert     | Quick-Step Floors      | + 16"      |
| 5è | Tony Gallopin        | Lotto-Soudal           | + 17"      |
| 6è | Romain Hardy         | Fortuneo-Vital Concept | + 18"      |
| 7è | Daniel Martin        | Quick-Step Floors      | + 19"      |
| 8è | Marco Haller         | Katusha-Alpecin        | + 19"      |
| 9è | Sergio Henao Montoya | Team Sky               | + 19"      |
| 10è | Rudy Molard          | FDJ                    | + 19"      |

### 2a etapa
6 de març de 2017. Rochefort-en-Yvelines - Amilly, 192,5 km
Etapa totalment plana, amb esprints intermedis als quilòmetres 31,5 i 156,5. L'única dificultat muntanyosa del dia és la cota des Granges-le-Roi, (1,5 km al 3,1%), de tercera categoria, que es corona al km 10. Durant l'etapa es passa pels departaments d'Yvelines, Essonne i Loiret.
El fort vent, la pluja i el fred tornen a marcar la cursa, com en la primera etapa. El fort ven provocà que el gran grup es trenqués ben aviat, i que nombrosos dels favorits quedessin endarrerits, cosa que els obligà a treballar de valent per enllaçar al capdavant de la cursa. Daniel Martin, Ilnur Zakarin, Sergio Henao o Alberto Contador foren alguns dels afectats i al quilòmetre 100 d'etapa perdien 1' 30" sobre els líders, però finalment acabaren enllaçant. Aquest no fou el cas de Richie Porte, que acabà perdent més de 14' a la fi de l'etapa i tota opció a la general. Al km 137 es va formar una escapada composta per Sven Erik Bystrøm, Tony Gallopin, Philippe Gilbert, Maarten Wynants i Evaldas Šiškevičius que es va mantenir al capdavant durant uns 30 km. A manca de 20 km fou Gilbert el que ho intentà en solitari, però fou neutralitzat a poc més de 5 km per l'arribada. En l'esprint el més ràpid fou Sonny Colbrelli, per davant de John Degenkolb i el líder, Arnaud Demare, que manté la posició.
| \| Classificació de l'etapa \| Classificació de l'etapa \| Classificació de l'etapa \| Classificació de l'etapa \| Classificació de l'etapa \| \| Corredor \| Corredor \| Equip \| Temps \| \| \| ------------------------ \| ------------------------ \| ---------------------------- \| ------------------------ \| ------------------------ \| \| 1r \| Sonny Colbrelli \| Bahrain-Merida \| 4h 20' 59" \| \| \| 2n \| John Degenkolb \| Trek-Segafredo \| + 0" \| \| \| 3r \| Arnaud Démare \| FDJ \| + 0" \| \| \| 4t \| Dylan Groenewegen \| LottoNL-Jumbo \| + 0" \| \| \| 5è \| Christophe Laporte \| Cofidis, Solutions Crédits \| + 0" \| \| \| 6è \| Matti Breschel \| Astana \| + 0" \| \| \| 7è \| Oliver Naesen \| AG2R La Mondiale \| + 0" \| \| \| 8è \| André Greipel \| Lotto-Soudal \| + 0" \| \| \| 9è \| Alexander Kristoff \| Katusha-Alpecin \| + 0" \| \| \| 10è \| Evaldas Šiškevičius \| Delko-Marseille Provence-KTM \| + 0" \| \| |                     |                              |            |
| |                     |                              |            |
| |                     |                              |            |
| Classificació de l'etapa |                     |                              |            |
| Corredor | Corredor            | Equip                        | Temps      |
| 1r | Sonny Colbrelli     | Bahrain-Merida               | 4h 20' 59" |
| 2n | John Degenkolb      | Trek-Segafredo               | + 0"       |
| 3r | Arnaud Démare       | FDJ                          | + 0"       |
| 4t | Dylan Groenewegen   | LottoNL-Jumbo                | + 0"       |
| 5è | Christophe Laporte  | Cofidis, Solutions Crédits   | + 0"       |
| 6è | Matti Breschel      | Astana                       | + 0"       |
| 7è | Oliver Naesen       | AG2R La Mondiale             | + 0"       |
| 8è | André Greipel       | Lotto-Soudal                 | + 0"       |
| 9è | Alexander Kristoff  | Katusha-Alpecin              | + 0"       |
| 10è | Evaldas Šiškevičius | Delko-Marseille Provence-KTM | + 0"       |

| \| Classificació general \| Classificació general \| Classificació general \| Classificació general \| Classificació general \| \| Corredor \| Corredor \| Equip \| Temps \| \| \| --------------------- \| --------------------- \| ---------------------- \| --------------------- \| --------------------- \| \| 1r \| Arnaud Démare \| FDJ \| 7h 43' 28" \| \| \| 2n \| Julian Alaphilippe \| Quick-Step Floors \| + 6" \| \| \| 3r \| Philippe Gilbert \| Quick-Step Floors \| + 17" \| \| \| 4t \| Alexander Kristoff \| Katusha-Alpecin \| + 19" \| \| \| 5è \| Tony Gallopin \| Lotto-Soudal \| + 19" \| \| \| 6è \| Romain Hardy \| Fortuneo-Vital Concept \| + 21" \| \| \| 7è \| Daniel Martin \| Quick-Step Floors \| + 23" \| \| \| 8è \| Sergio Henao Montoya \| Team Sky \| + 23" \| \| \| 9è \| Rudy Molard \| FDJ \| + 23" \| \| \| 10è \| Kristjan Koren \| Cannondale-Drapac \| + 31" \| \| |                      |                        |            |
| |                      |                        |            |
| |                      |                        |            |
| Classificació general |                      |                        |            |
| Corredor | Corredor             | Equip                  | Temps      |
| 1r | Arnaud Démare        | FDJ                    | 7h 43' 28" |
| 2n | Julian Alaphilippe   | Quick-Step Floors      | + 6"       |
| 3r | Philippe Gilbert     | Quick-Step Floors      | + 17"      |
| 4t | Alexander Kristoff   | Katusha-Alpecin        | + 19"      |
| 5è | Tony Gallopin        | Lotto-Soudal           | + 19"      |
| 6è | Romain Hardy         | Fortuneo-Vital Concept | + 21"      |
| 7è | Daniel Martin        | Quick-Step Floors      | + 23"      |
| 8è | Sergio Henao Montoya | Team Sky               | + 23"      |
| 9è | Rudy Molard          | FDJ                    | + 23"      |
| 10è | Kristjan Koren       | Cannondale-Drapac      | + 31"      |

### 3a etapa
7 de març de 2017 — Chablis - Chalon-sur-Saône, 190 km
Etapa bàsicament plana, amb dues petites dificultat muntanyoses en la part final de la mateixa: la cota de Grandmont (2,4 km al 4,9%), de tercera categoria (Km 128) i la cota de Charrecey (2,1 km al 6,7%), de segona (Km 164,5). Els esprints intermedis es troben als quilòmetres 55 i 173 i durant l'etapa es passa pels departaments del Yonne, Costa d'Or i Saona i Loira.
Després de dues etapes marcades pel mal temps en aquesta arribà la calma. Una llarga escapada, integrada per Pierre Latour, Romain Combaud i Benjamin King, arribà a disposar de vuit minuts sobre el gran grup, moment en què el FDJ va començar a reduir les diferències. En l'ascensió a la cota de Charrecey King es despenjà del grup capdavanter, mentre Latour i Combaud maldaven per arribar a meta. Finalment foren neutralitzats en el darrer quilòmetre i es disputà un esprint que fou guanyat clarament per Sam Bennett.
| \| Classificació de l'etapa \| Classificació de l'etapa \| Classificació de l'etapa \| Classificació de l'etapa \| Classificació de l'etapa \| \| Corredor \| Corredor \| Equip \| Temps \| \| \| ------------------------ \| ------------------------ \| -------------------------- \| ------------------------ \| ------------------------ \| \| 1r \| Sam Bennett \| Bora-Hansgrohe \| 4h 31' 14" \| \| \| 2n \| Alexander Kristoff \| Katusha-Alpecin \| + 0" \| \| \| 3r \| John Degenkolb \| Trek-Segafredo \| + 0" \| \| \| 4t \| Marcel Kittel \| Quick-Step Floors \| + 0" \| \| \| 5è \| Michael Matthews \| Team Sunweb \| + 0" \| \| \| 6è \| Arnaud Démare \| FDJ \| + 0" \| \| \| 7è \| André Greipel \| Lotto-Soudal \| + 0" \| \| \| 8è \| Christophe Laporte \| Cofidis, Solutions Crédits \| + 0" \| \| \| 9è \| Kristian Sbaragli \| Dimension Data \| + 0" \| \| \| 10è \| Magnus Cort Nielsen \| Orica-Scott \| + 0" \| \| |                     |                            |            |
| |                     |                            |            |
| |                     |                            |            |
| Classificació de l'etapa |                     |                            |            |
| Corredor | Corredor            | Equip                      | Temps      |
| 1r | Sam Bennett         | Bora-Hansgrohe             | 4h 31' 14" |
| 2n | Alexander Kristoff  | Katusha-Alpecin            | + 0"       |
| 3r | John Degenkolb      | Trek-Segafredo             | + 0"       |
| 4t | Marcel Kittel       | Quick-Step Floors          | + 0"       |
| 5è | Michael Matthews    | Team Sunweb                | + 0"       |
| 6è | Arnaud Démare       | FDJ                        | + 0"       |
| 7è | André Greipel       | Lotto-Soudal               | + 0"       |
| 8è | Christophe Laporte  | Cofidis, Solutions Crédits | + 0"       |
| 9è | Kristian Sbaragli   | Dimension Data             | + 0"       |
| 10è | Magnus Cort Nielsen | Orica-Scott                | + 0"       |

| \| Classificació general \| Classificació general \| Classificació general \| Classificació general \| Classificació general \| \| Corredor \| Corredor \| Equip \| Temps \| \| \| --------------------- \| --------------------- \| ---------------------- \| --------------------- \| --------------------- \| \| 1r \| Arnaud Démare \| FDJ \| 12h 14' 42" \| \| \| 2n \| Julian Alaphilippe \| Quick-Step Floors \| + 6" \| \| \| 3r \| Alexander Kristoff \| Katusha-Alpecin \| + 13" \| \| \| 4t \| Philippe Gilbert \| Quick-Step Floors \| + 17" \| \| \| 5è \| Tony Gallopin \| Lotto-Soudal \| + 19" \| \| \| 6è \| Romain Hardy \| Fortuneo-Vital Concept \| + 21" \| \| \| 7è \| Sergio Henao Montoya \| Team Sky \| + 23" \| \| \| 8è \| Rudy Molard \| FDJ \| + 23" \| \| \| 9è \| Daniel Martin \| Quick-Step Floors \| + 23" \| \| \| 10è \| Kristjan Koren \| Cannondale-Drapac \| + 31" \| \| |                      |                        |             |
| |                      |                        |             |
| |                      |                        |             |
| Classificació general |                      |                        |             |
| Corredor | Corredor             | Equip                  | Temps       |
| 1r | Arnaud Démare        | FDJ                    | 12h 14' 42" |
| 2n | Julian Alaphilippe   | Quick-Step Floors      | + 6"        |
| 3r | Alexander Kristoff   | Katusha-Alpecin        | + 13"       |
| 4t | Philippe Gilbert     | Quick-Step Floors      | + 17"       |
| 5è | Tony Gallopin        | Lotto-Soudal           | + 19"       |
| 6è | Romain Hardy         | Fortuneo-Vital Concept | + 21"       |
| 7è | Sergio Henao Montoya | Team Sky               | + 23"       |
| 8è | Rudy Molard          | FDJ                    | + 23"       |
| 9è | Daniel Martin        | Quick-Step Floors      | + 23"       |
| 10è | Kristjan Koren       | Cannondale-Drapac      | + 31"       |

### 4a etapa
8 de març de 2017 — Beaujeu - Mont Brouilly, 14,5 km, contrarellotge individual (CRI)
Única contrarellotge individual d'aquesta edició, amb un recorregut de 14,5 km, però dues parts ben diferenciades. Els primers 11,4 km són totalment plans, però en arribar a Saint-Lager s'inicia una curta però dura ascensió fins al mont Brouilly. Seran 3 km d'ascensió al 7,7% de mitjana, però amb rampes que en diversos punts superen el 10%.
El català David de la Cruz dominà la classificació durant força estona, però finalment fou superat pels grans favorits a la victòria final i acabà en sisena posició. Alberto Contador va ser el primer en superar-lo, baixant dels 22'. Tot i que homes com Tony Gallopin i Gorka Izagirre es van acostar al temps de Contador cap d'ell el va superar. Quan semblava que Contador aconseguiria la primera victòria de la temporada amb el seu nou equip, el Trek-Segafredo, va aparèixer Julian Alaphilippe i millorà el temps en 19", amb la qual cosa aconseguia la victòria d'etapa i el liderat, ja que el fins aleshores líder Arnaud Demare va perdre 1' 41".
| \| Classificació de l'etapa \| Classificació de l'etapa \| Classificació de l'etapa \| Classificació de l'etapa \| Classificació de l'etapa \| \| Corredor \| Corredor \| Equip \| Temps \| \| \| ------------------------ \| -------------------------- \| ------------------------ \| ------------------------ \| ------------------------ \| \| 1r \| Julian Alaphilippe \| Quick-Step Floors \| 21' 39" \| \| \| 2n \| Alberto Contador Velasco \| Trek-Segafredo \| + 19" \| \| \| 3r \| Tony Gallopin \| Lotto-Soudal \| + 20" \| \| \| 4t \| Gorka Izagirre Insausti \| Movistar Team \| + 20" \| \| \| 5è \| Ilnur Zakarin \| Katusha-Alpecin \| + 33" \| \| \| 6è \| David de la Cruz Melgarejo \| Quick-Step Floors \| + 45" \| \| \| 7è \| Michael Matthews \| Team Sunweb \| + 47" \| \| \| 8è \| Sergio Henao Montoya \| Team Sky \| + 48" \| \| \| 9è \| Ion Izagirre Insausti \| Bahrain-Merida \| + 49" \| \| \| 10è \| Richie Porte \| BMC Racing Team \| + 50" \| \| |                            |                   |         |
| |                            |                   |         |
| |                            |                   |         |
| Classificació de l'etapa |                            |                   |         |
| Corredor | Corredor                   | Equip             | Temps   |
| 1r | Julian Alaphilippe         | Quick-Step Floors | 21' 39" |
| 2n | Alberto Contador Velasco   | Trek-Segafredo    | + 19"   |
| 3r | Tony Gallopin              | Lotto-Soudal      | + 20"   |
| 4t | Gorka Izagirre Insausti    | Movistar Team     | + 20"   |
| 5è | Ilnur Zakarin              | Katusha-Alpecin   | + 33"   |
| 6è | David de la Cruz Melgarejo | Quick-Step Floors | + 45"   |
| 7è | Michael Matthews           | Team Sunweb       | + 47"   |
| 8è | Sergio Henao Montoya       | Team Sky          | + 48"   |
| 9è | Ion Izagirre Insausti      | Bahrain-Merida    | + 49"   |
| 10è | Richie Porte               | BMC Racing Team   | + 50"   |

| \| Classificació general \| Classificació general \| Classificació general \| Classificació general \| Classificació general \| \| Corredor \| Corredor \| Equip \| Temps \| \| \| --------------------- \| ------------------------ \| --------------------- \| --------------------- \| --------------------- \| \| 1r \| Julian Alaphilippe \| Quick-Step Floors \| 12h 36' 27" \| \| \| 2n \| Tony Gallopin \| Lotto-Soudal \| + 33" \| \| \| 3r \| Gorka Izagirre Insausti \| Movistar Team \| + 47" \| \| \| 4t \| Sergio Henao Montoya \| Team Sky \| + 1' 05" \| \| \| 5è \| Daniel Martin \| Quick-Step Floors \| + 1' 20" \| \| \| 6è \| Philippe Gilbert \| Quick-Step Floors \| + 1' 24" \| \| \| 7è \| Ilnur Zakarin \| Katusha-Alpecin \| + 1' 28" \| \| \| 8è \| Alberto Contador Velasco \| Trek-Segafredo \| + 1' 31" \| \| \| 9è \| Rudy Molard \| FDJ \| + 1' 32" \| \| \| 10è \| Arnaud Démare \| FDJ \| + 1' 35" \| \| |                          |                   |             |
| |                          |                   |             |
| |                          |                   |             |
| Classificació general |                          |                   |             |
| Corredor | Corredor                 | Equip             | Temps       |
| 1r | Julian Alaphilippe       | Quick-Step Floors | 12h 36' 27" |
| 2n | Tony Gallopin            | Lotto-Soudal      | + 33"       |
| 3r | Gorka Izagirre Insausti  | Movistar Team     | + 47"       |
| 4t | Sergio Henao Montoya     | Team Sky          | + 1' 05"    |
| 5è | Daniel Martin            | Quick-Step Floors | + 1' 20"    |
| 6è | Philippe Gilbert         | Quick-Step Floors | + 1' 24"    |
| 7è | Ilnur Zakarin            | Katusha-Alpecin   | + 1' 28"    |
| 8è | Alberto Contador Velasco | Trek-Segafredo    | + 1' 31"    |
| 9è | Rudy Molard              | FDJ               | + 1' 32"    |
| 10è | Arnaud Démare            | FDJ               | + 1' 35"    |

### 5a etapa
9 de març de 2017 — Quincié-en-Beaujolais - Lo Peatge de Pisançon, 199,5 km
Darrera etapa de transició, la més llarga de l'edició, bàsicament plana i tan sols dues petites dificultats muntanyoses en la segona part de la mateixa: la cota de Givors (4,3 km al 4,2%), de tercera caegoria (Km 98) i la cota de Saint-Uze (2,7 km al 6,5%), de segona (Km 152,5). Els esprints intermedis es troben als quilòmetres 70 i 133,5 i durant l'etapa es passa pels departaments del Roine, Loira, Ardecha i Droma.
Una llarga escapada protagonitzada per Axel Domont, Federico Zurlo, Natnael Berhane, Lilian Calmejane i Pierre-Luc Périchon arribà a tenir un avantatge de 5' 50" al km 60. Això va fer que el Quick-Step Floors i la FDJ comencessin a tirar del gran grup per mantenir el liderat uns i els altres per buscar una nova victòria d'etapa amb Demare. A manca de 12 km foren neutralitzats els darrers integrants de l'escapada. En l'esprint final André Greipel s'imposà a Arnaud Demare i Dylan Groenewegen.
| \| Classificació de l'etapa \| Classificació de l'etapa \| Classificació de l'etapa \| Classificació de l'etapa \| Classificació de l'etapa \| \| Corredor \| Corredor \| Equip \| Temps \| \| \| ------------------------ \| ------------------------ \| ------------------------ \| ------------------------ \| ------------------------ \| \| 1r \| André Greipel \| Lotto-Soudal \| 4h 43' 35" \| \| \| 2n \| Arnaud Démare \| FDJ \| + 0" \| \| \| 3r \| Dylan Groenewegen \| LottoNL-Jumbo \| + 0" \| \| \| 4t \| Michael Matthews \| Team Sunweb \| + 0" \| \| \| 5è \| John Degenkolb \| Trek-Segafredo \| + 0" \| \| \| 6è \| Magnus Cort Nielsen \| Orica-Scott \| + 0" \| \| \| 7è \| Marcel Kittel \| Quick-Step Floors \| + 0" \| \| \| 8è \| Bryan Coquard \| Direct Énergie \| + 0" \| \| \| 9è \| Sonny Colbrelli \| Bahrain-Merida \| + 0" \| \| \| 10è \| Sam Bennett \| Bora-Hansgrohe \| + 0" \| \| |                     |                   |            |
| |                     |                   |            |
| |                     |                   |            |
| Classificació de l'etapa |                     |                   |            |
| Corredor | Corredor            | Equip             | Temps      |
| 1r | André Greipel       | Lotto-Soudal      | 4h 43' 35" |
| 2n | Arnaud Démare       | FDJ               | + 0"       |
| 3r | Dylan Groenewegen   | LottoNL-Jumbo     | + 0"       |
| 4t | Michael Matthews    | Team Sunweb       | + 0"       |
| 5è | John Degenkolb      | Trek-Segafredo    | + 0"       |
| 6è | Magnus Cort Nielsen | Orica-Scott       | + 0"       |
| 7è | Marcel Kittel       | Quick-Step Floors | + 0"       |
| 8è | Bryan Coquard       | Direct Énergie    | + 0"       |
| 9è | Sonny Colbrelli     | Bahrain-Merida    | + 0"       |
| 10è | Sam Bennett         | Bora-Hansgrohe    | + 0"       |

| \| Classificació general \| Classificació general \| Classificació general \| Classificació general \| Classificació general \| \| Corredor \| Corredor \| Equip \| Temps \| \| \| --------------------- \| ------------------------ \| --------------------- \| --------------------- \| --------------------- \| \| 1r \| Julian Alaphilippe \| Quick-Step Floors \| 17h 20' 02" \| \| \| 2n \| Tony Gallopin \| Lotto-Soudal \| + 33" \| \| \| 3r \| Gorka Izagirre Insausti \| Movistar Team \| + 47" \| \| \| 4t \| Sergio Henao Montoya \| Team Sky \| + 1' 05" \| \| \| 5è \| Daniel Martin \| Quick-Step Floors \| + 1' 20" \| \| \| 6è \| Philippe Gilbert \| Quick-Step Floors \| + 1' 24" \| \| \| 7è \| Ilnur Zakarin \| Katusha-Alpecin \| + 1' 28" \| \| \| 8è \| Arnaud Démare \| FDJ \| + 1' 29" \| \| \| 9è \| Alberto Contador Velasco \| Trek-Segafredo \| + 1' 31" \| \| \| 10è \| Rudy Molard \| FDJ \| + 1' 32" \| \| |                          |                   |             |
| |                          |                   |             |
| |                          |                   |             |
| Classificació general |                          |                   |             |
| Corredor | Corredor                 | Equip             | Temps       |
| 1r | Julian Alaphilippe       | Quick-Step Floors | 17h 20' 02" |
| 2n | Tony Gallopin            | Lotto-Soudal      | + 33"       |
| 3r | Gorka Izagirre Insausti  | Movistar Team     | + 47"       |
| 4t | Sergio Henao Montoya     | Team Sky          | + 1' 05"    |
| 5è | Daniel Martin            | Quick-Step Floors | + 1' 20"    |
| 6è | Philippe Gilbert         | Quick-Step Floors | + 1' 24"    |
| 7è | Ilnur Zakarin            | Katusha-Alpecin   | + 1' 28"    |
| 8è | Arnaud Démare            | FDJ               | + 1' 29"    |
| 9è | Alberto Contador Velasco | Trek-Segafredo    | + 1' 31"    |
| 10è | Rudy Molard              | FDJ               | + 1' 32"    |

### 6a etapa
10 de març de 2017 — Aubanha - Faiença, 193,5 km
Primera de les tres etapes de muntanya que han de servir per determinar el vencedor final de la cursa. L'etapa comença amb un port de primera categoria que es corona al km 13, per tot seguit fer uns 100 quilòmetres més aviat plans. Els darrers 80 quilòmetres són molt exigents, amb dos ports de primera, dos de segona i un de tercera. L'arribada és un port de segona, amb 1,3 km al 9,8% de desnivell. Durant l'etapa es passa pels departaments de les Boques del Roine i Var.
Només començar l'etapa s'inicià l'ascensió al coll de l'Espigoulier (8,9 km al 5,6%) on es va formar la primera escapada del dia. En el primer pas pel coll de Bourigaille Alberto Contador intentà atacar, però fou respost ràpidament per Sergio Luis Henao i Daniel Martin. El fort ritme imposat pel darrere va fer que l'escapada fos neutralitzada a manca de 21 km per l'arribada. A manca de 500 metres per coronar per segona vegada el coll del Bourigaille atacà Simon Yates (Orica-Scott), que marxà en solitari cap a la línia d'arribada. Henao acabà a 17 segons i va treure 12 segons al líder Julian Alaphilippe i 15 a Contador.
| \| Classificació de l'etapa \| Classificació de l'etapa \| Classificació de l'etapa \| Classificació de l'etapa \| Classificació de l'etapa \| \| Corredor \| Corredor \| Equip \| Temps \| \| \| ------------------------ \| ------------------------ \| ------------------------ \| ------------------------ \| ------------------------ \| \| 1r \| Simon Yates \| Orica-Scott \| 4h 37' 51" \| \| \| 2n \| Sergio Henao Montoya \| Team Sky \| + 17" \| \| \| 3r \| Richie Porte \| BMC Racing Team \| + 26" \| \| \| 4t \| Julian Alaphilippe \| Quick-Step Floors \| + 29" \| \| \| 5è \| Daniel Martin \| Quick-Step Floors \| + 29" \| \| \| 6è \| Ion Izagirre Insausti \| Bahrain-Merida \| + 32" \| \| \| 7è \| Jakob Fuglsang \| Astana \| + 32" \| \| \| 8è \| Alberto Contador Velasco \| Trek-Segafredo \| + 32" \| \| \| 9è \| Ilnur Zakarin \| Katusha-Alpecin \| + 32" \| \| \| 10è \| Tony Gallopin \| Lotto-Soudal \| + 32" \| \| |                          |                   |            |
| |                          |                   |            |
| |                          |                   |            |
| Classificació de l'etapa |                          |                   |            |
| Corredor | Corredor                 | Equip             | Temps      |
| 1r | Simon Yates              | Orica-Scott       | 4h 37' 51" |
| 2n | Sergio Henao Montoya     | Team Sky          | + 17"      |
| 3r | Richie Porte             | BMC Racing Team   | + 26"      |
| 4t | Julian Alaphilippe       | Quick-Step Floors | + 29"      |
| 5è | Daniel Martin            | Quick-Step Floors | + 29"      |
| 6è | Ion Izagirre Insausti    | Bahrain-Merida    | + 32"      |
| 7è | Jakob Fuglsang           | Astana            | + 32"      |
| 8è | Alberto Contador Velasco | Trek-Segafredo    | + 32"      |
| 9è | Ilnur Zakarin            | Katusha-Alpecin   | + 32"      |
| 10è | Tony Gallopin            | Lotto-Soudal      | + 32"      |

| \| Classificació general \| Classificació general \| Classificació general \| Classificació general \| Classificació general \| \| Corredor \| Corredor \| Equip \| Temps \| \| \| --------------------- \| ------------------------ \| --------------------- \| --------------------- \| --------------------- \| \| 1r \| Julian Alaphilippe \| Quick-Step Floors \| 21h 58' 22" \| \| \| 2n \| Tony Gallopin \| Lotto-Soudal \| + 36" \| \| \| 3r \| Sergio Henao Montoya \| Team Sky \| + 46" \| \| \| 4t \| Gorka Izagirre Insausti \| Movistar Team \| + 57" \| \| \| 5è \| Daniel Martin \| Quick-Step Floors \| + 1' 20" \| \| \| 6è \| Ilnur Zakarin \| Katusha-Alpecin \| + 1' 31" \| \| \| 7è \| Alberto Contador Velasco \| Trek-Segafredo \| + 1' 34" \| \| \| 8è \| Simon Yates \| Orica-Scott \| + 1' 37" \| \| \| 9è \| Ion Izagirre Insausti \| Bahrain-Merida \| + 2' 04" \| \| \| 10è \| Warren Barguil \| Team Sunweb \| + 3' 08" \| \| |                          |                   |             |
| |                          |                   |             |
| |                          |                   |             |
| Classificació general |                          |                   |             |
| Corredor | Corredor                 | Equip             | Temps       |
| 1r | Julian Alaphilippe       | Quick-Step Floors | 21h 58' 22" |
| 2n | Tony Gallopin            | Lotto-Soudal      | + 36"       |
| 3r | Sergio Henao Montoya     | Team Sky          | + 46"       |
| 4t | Gorka Izagirre Insausti  | Movistar Team     | + 57"       |
| 5è | Daniel Martin            | Quick-Step Floors | + 1' 20"    |
| 6è | Ilnur Zakarin            | Katusha-Alpecin   | + 1' 31"    |
| 7è | Alberto Contador Velasco | Trek-Segafredo    | + 1' 34"    |
| 8è | Simon Yates              | Orica-Scott       | + 1' 37"    |
| 9è | Ion Izagirre Insausti    | Bahrain-Merida    | + 2' 04"    |
| 10è | Warren Barguil           | Team Sunweb       | + 3' 08"    |

### 7a etapa
11 de març de 2017 — Niça - Coll de la Couillole, 177 km
Etapa reina de la present edició. L'etapa es pot dividir en tres parts: una sortida dura, amb dos port enllaçats en els primers 30 km i que durà la cursa del nivell del mar fins als 1.000 metres del coll de Vence. Posteriorment uns 100 km amb tobogans i zones planes i un final explosiu amb dos ports de primera enllaçats: el Coll Saint-Martin, amb 7,5 km al 7,2% de mitjana i final al Coll de la Couillole, de 15,7 km al 7,1% de desnivell mitjà i que constitueix el port més alt mai pujat per la París-Niça.
L'etapa fou marcada per una escapada inicial composta per cinc corredors: Lilian Calmejane, Axel Domont, Jan Polanc, Delio Fernández i Omar Fraile, en què Calmejane seria el darrer en ser neutralitzat, ja durant l'ascensió al coll de Couillole. En començar aquesta dura i llarga ascensió tots els favorits anaven junts, a excepció de Tony Gallopin. Els primers en marcar un fort ritme foren els homes del Team Sky. A 12 km de meta el fins aleshores líder Julian Alaphilippe perdia contacte amb els favorits. Posteriorment era Jarlinson Pantano, company d'Alberto Contador el que passava a marcar el ritme d'un grup en què cada vegada quedaven menys integrants. Finalment sols Sergio Luis Henao, Contador i Richie Porte quedaren al davant. Porte, que no lluitava per la general, atacà diverses vegades, fins que a manca de 3 km marxà en solitari cap a la victòria final. Per darrere de Contador deixà enrere a Henao, mentre Daniel Martin recuperava temps venint des del darrere. Finalment Sergio Henao passà a ser el nou líder, amb mig minut sobre Martin i 31" sobre Contador.
| \| Classificació de l'etapa \| Classificació de l'etapa \| Classificació de l'etapa \| Classificació de l'etapa \| Classificació de l'etapa \| \| Corredor \| Corredor \| Equip \| Temps \| \| \| ------------------------ \| ------------------------ \| ------------------------ \| ------------------------ \| ------------------------ \| \| 1r \| Richie Porte \| BMC Racing Team \| 5h 01' 35" \| \| \| 2n \| Alberto Contador Velasco \| Trek-Segafredo \| + 21" \| \| \| 3r \| Daniel Martin \| Quick-Step Floors \| + 32" \| \| \| 4t \| Sergio Henao Montoya \| Team Sky \| + 32" \| \| \| 5è \| Ion Izagirre Insausti \| Bahrain-Merida \| + 55" \| \| \| 6è \| Jakob Fuglsang \| Astana \| + 1' 07" \| \| \| 7è \| Pierre Latour \| AG2R La Mondiale \| + 1' 11" \| \| \| 8è \| Ilnur Zakarin \| Katusha-Alpecin \| + 1' 21" \| \| \| 9è \| Marc Soler i Giménez \| Movistar Team \| + 1' 21" \| \| \| 10è \| Gorka Izagirre Insausti \| Movistar Team \| + 1' 21" \| \| |                          |                   |            |
| |                          |                   |            |
| |                          |                   |            |
| Classificació de l'etapa |                          |                   |            |
| Corredor | Corredor                 | Equip             | Temps      |
| 1r | Richie Porte             | BMC Racing Team   | 5h 01' 35" |
| 2n | Alberto Contador Velasco | Trek-Segafredo    | + 21"      |
| 3r | Daniel Martin            | Quick-Step Floors | + 32"      |
| 4t | Sergio Henao Montoya     | Team Sky          | + 32"      |
| 5è | Ion Izagirre Insausti    | Bahrain-Merida    | + 55"      |
| 6è | Jakob Fuglsang           | Astana            | + 1' 07"   |
| 7è | Pierre Latour            | AG2R La Mondiale  | + 1' 11"   |
| 8è | Ilnur Zakarin            | Katusha-Alpecin   | + 1' 21"   |
| 9è | Marc Soler i Giménez     | Movistar Team     | + 1' 21"   |
| 10è | Gorka Izagirre Insausti  | Movistar Team     | + 1' 21"   |

| \| Classificació general \| Classificació general \| Classificació general \| Classificació general \| Classificació general \| \| Corredor \| Corredor \| Equip \| Temps \| \| \| --------------------- \| ------------------------ \| --------------------- \| --------------------- \| --------------------- \| \| 1r \| Sergio Henao Montoya \| Team Sky \| 27h 01' 15" \| \| \| 2n \| Daniel Martin \| Quick-Step Floors \| + 30" \| \| \| 3r \| Alberto Contador Velasco \| Trek-Segafredo \| + 31" \| \| \| 4t \| Gorka Izagirre Insausti \| Movistar Team \| + 1' 00" \| \| \| 5è \| Julian Alaphilippe \| Quick-Step Floors \| + 1' 22" \| \| \| 6è \| Ilnur Zakarin \| Katusha-Alpecin \| + 1' 34" \| \| \| 7è \| Ion Izagirre Insausti \| Bahrain-Merida \| + 1' 41" \| \| \| 8è \| Tony Gallopin \| Lotto-Soudal \| + 3' 22" \| \| \| 9è \| Warren Barguil \| Team Sunweb \| + 4' 07" \| \| \| 10è \| Simon Yates \| Orica-Scott \| + 4' 39" \| \| |                          |                   |             |
| |                          |                   |             |
| |                          |                   |             |
| Classificació general |                          |                   |             |
| Corredor | Corredor                 | Equip             | Temps       |
| 1r | Sergio Henao Montoya     | Team Sky          | 27h 01' 15" |
| 2n | Daniel Martin            | Quick-Step Floors | + 30"       |
| 3r | Alberto Contador Velasco | Trek-Segafredo    | + 31"       |
| 4t | Gorka Izagirre Insausti  | Movistar Team     | + 1' 00"    |
| 5è | Julian Alaphilippe       | Quick-Step Floors | + 1' 22"    |
| 6è | Ilnur Zakarin            | Katusha-Alpecin   | + 1' 34"    |
| 7è | Ion Izagirre Insausti    | Bahrain-Merida    | + 1' 41"    |
| 8è | Tony Gallopin            | Lotto-Soudal      | + 3' 22"    |
| 9è | Warren Barguil           | Team Sunweb       | + 4' 07"    |
| 10è | Simon Yates              | Orica-Scott       | + 4' 39"    |

### 8a etapa
12 de març de 2017 — Niça - Niça, 115,5 km
Etapa curta i intensa pels voltants de Niça, amb el pas per cinc ports de muntanya, tres de segona (km 21, 37 i 51) i dos de primera (km 68 i 102), el darrer d'ells, el coll d'Eze, a tan sols 15 km per a l'arribada a Niça, que ha de servir per determinar la classificació final.
Etapa en què Alberto Contador dinamità la cursa, amb un fort atac en l'ascensió a la Cota de Peille, de primera, que deixà enrere a Sergio Henao. Contador arribà a tenir un minut sobre el líder, però en el descens del coll d'Eze, Henao aconseguí recuperar una mica de temps i acabà conservant el liderat per tan sols dos segons. La victòria d'etapa fou per a David de la Cruz, que s'imposà a l'esprint a Contador. Tercer fou Marc Soler.
| \| Classificació de l'etapa \| Classificació de l'etapa \| Classificació de l'etapa \| Classificació de l'etapa \| Classificació de l'etapa \| \| Corredor \| Corredor \| Equip \| Temps \| \| \| ------------------------ \| -------------------------- \| ------------------------ \| ------------------------ \| ------------------------ \| \| 1r \| David de la Cruz Melgarejo \| Quick-Step Floors \| 2h 48' 53" \| \| \| 2n \| Alberto Contador Velasco \| Trek-Segafredo \| + 0" \| \| \| 3r \| Marc Soler i Giménez \| Movistar Team \| + 5" \| \| \| 4t \| Sonny Colbrelli \| Bahrain-Merida \| + 21" \| \| \| 5è \| Julian Alaphilippe \| Quick-Step Floors \| + 21" \| \| \| 6è \| Michael Matthews \| Team Sunweb \| + 21" \| \| \| 7è \| Diego Ulissi \| UAE Team Emirates \| + 21" \| \| \| 8è \| Gorka Izagirre Insausti \| Movistar Team \| + 21" \| \| \| 9è \| Arnold Jeannesson \| Fortuneo-Vital Concept \| + 21" \| \| \| 10è \| Lilian Calmejane \| Direct Énergie \| + 21" \| \| |                            |                        |            |
| |                            |                        |            |
| |                            |                        |            |
| Classificació de l'etapa |                            |                        |            |
| Corredor | Corredor                   | Equip                  | Temps      |
| 1r | David de la Cruz Melgarejo | Quick-Step Floors      | 2h 48' 53" |
| 2n | Alberto Contador Velasco   | Trek-Segafredo         | + 0"       |
| 3r | Marc Soler i Giménez       | Movistar Team          | + 5"       |
| 4t | Sonny Colbrelli            | Bahrain-Merida         | + 21"      |
| 5è | Julian Alaphilippe         | Quick-Step Floors      | + 21"      |
| 6è | Michael Matthews           | Team Sunweb            | + 21"      |
| 7è | Diego Ulissi               | UAE Team Emirates      | + 21"      |
| 8è | Gorka Izagirre Insausti    | Movistar Team          | + 21"      |
| 9è | Arnold Jeannesson          | Fortuneo-Vital Concept | + 21"      |
| 10è | Lilian Calmejane           | Direct Énergie         | + 21"      |

## Classificacions finals

### Classificació general
| \| Classificació general \| Classificació general \| Classificació general \| Classificació general \| Classificació general \| \| Corredor \| Corredor \| Equip \| Temps \| \| \| --------------------- \| ------------------------ \| --------------------- \| --------------------- \| --------------------- \| \| 1r \| Sergio Henao Montoya \| Team Sky \| 29h 50' 29" \| \| \| 2n \| Alberto Contador Velasco \| Trek-Segafredo \| + 2" \| \| \| 3r \| Daniel Martin \| Quick-Step Floors \| + 30" \| \| \| 4t \| Gorka Izagirre Insausti \| Movistar Team \| + 1' 00" \| \| \| 5è \| Julian Alaphilippe \| Quick-Step Floors \| + 1' 22" \| \| \| 6è \| Ilnur Zakarin \| Katusha-Alpecin \| + 1' 34" \| \| \| 7è \| Ion Izagirre Insausti \| Bahrain-Merida \| + 1' 41" \| \| \| 8è \| Warren Barguil \| Team Sunweb \| + 4' 07" \| \| \| 9è \| Simon Yates \| Orica-Scott \| + 4' 39" \| \| \| 10è \| Tony Gallopin \| Lotto-Soudal \| + 9' 14" \| \| |                          |                   |             |
| |                          |                   |             |
| Font: ProCyclingStats |                          |                   |             |
| Classificació general |                          |                   |             |
| Corredor | Corredor                 | Equip             | Temps       |
| 1r | Sergio Henao Montoya     | Team Sky          | 29h 50' 29" |
| 2n | Alberto Contador Velasco | Trek-Segafredo    | + 2"        |
| 3r | Daniel Martin            | Quick-Step Floors | + 30"       |
| 4t | Gorka Izagirre Insausti  | Movistar Team     | + 1' 00"    |
| 5è | Julian Alaphilippe       | Quick-Step Floors | + 1' 22"    |
| 6è | Ilnur Zakarin            | Katusha-Alpecin   | + 1' 34"    |
| 7è | Ion Izagirre Insausti    | Bahrain-Merida    | + 1' 41"    |
| 8è | Warren Barguil           | Team Sunweb       | + 4' 07"    |
| 9è | Simon Yates              | Orica-Scott       | + 4' 39"    |
| 10è | Tony Gallopin            | Lotto-Soudal      | + 9' 14"    |

### Classificacions secundàries
|   | Ciclista                 | Equip             | Punts |
| - | ------------------------ | ----------------- | ----- |
| 1 | Julian Alaphilippe (FRA) | Quick-Step Floors | 42    |
| 2 | Alberto Contador (ESP)   | Trek-Segafredo    | 41    |
| 3 | John Degenkolb (GER)     | Trek-Segafredo    | 30    |

|   | Ciclista               | Equip            | Punts |
| - | ---------------------- | ---------------- | ----- |
| 1 | Lilian Calmejane (FRA) | Direct Énergie   | 63    |
| 2 | Axel Domont (FRA)      | AG2R La Mondiale | 42    |
| 3 | Alberto Contador (ESP) | Trek-Segafredo   | 24    |

|   | Ciclista                 | Equip             | Temps       |
| - | ------------------------ | ----------------- | ----------- |
| 1 | Julian Alaphilippe (FRA) | Quick-Step Floors | 29h 51' 51" |
| 2 | Simon Yates (GBR)        | Orica-Scott       | + 3' 17"    |
| 3 | Sam Oomen (NED)          | Team Sunweb       | + 18' 46"   |

|   | Equip             | Temps       |
| - | ----------------- | ----------- |
| 1 | Quick-Step Floors | 89h 43' 48" |
| 2 | Team Sky          | + 19' 47"   |
| 3 | Movistar Team     | + 35' 55"   |

## Evolució de les classificacions
| Etapa | Vencedor           | Classificació general | Classificació per punts | Classificació de la muntanya | Classificació dels joves | Classificació per equips |
| ----- | ------------------ | --------------------- | ----------------------- | ---------------------------- | ------------------------ | ------------------------ |
| 1     | Arnaud Démare      | Arnaud Démare         | Arnaud Démare           | Romain Hardy                 | Julian Alaphilippe       | Quick-Step Floors        |
| 2     | Sonny Colbrelli    | Arnaud Démare         | Arnaud Démare           | Romain Hardy                 | Julian Alaphilippe       | Quick-Step Floors        |
| 3     | Sam Bennett        | Arnaud Démare         | Arnaud Démare           | Romain Hardy                 | Julian Alaphilippe       | Quick-Step Floors        |
| 4     | Julian Alaphilippe | Julian Alaphilippe    | Julian Alaphilippe      | Romain Hardy                 | Julian Alaphilippe       | Quick-Step Floors        |
| 5     | André Greipel      | Julian Alaphilippe    | Arnaud Démare           | Romain Hardy                 | Julian Alaphilippe       | Quick-Step Floors        |
| 6     | Simon Yates        | Julian Alaphilippe    | Arnaud Démare           | Axel Domont                  | Julian Alaphilippe       | Quick-Step Floors        |
| 7     | Richie Porte       | Sergio Henao          | Julian Alaphilippe      | Lilian Calmejane             | Julian Alaphilippe       | Quick-Step Floors        |
| 8     | David de la Cruz   | Sergio Henao          | Julian Alaphilippe      | Lilian Calmejane             | Julian Alaphilippe       | Quick-Step Floors        |
| Final | Final              | Sergio Henao          | Julian Alaphilippe      | Lilian Calmejane             | Julian Alaphilippe       | Quick-Step Floors        |